# Purpura (mollusque)
Pour les articles homonymes, voir Purpura (homonymie).
Genre
Purpura est un genre de mollusques gastéropodes de la famille des Muricidae.

## Liste des espèces
Selon World Register of Marine Species (29 janvier 2015) :
- Purpura bufo Lamarck, 1822
- Purpura panama (Röding, 1798)
- Purpura persica (Linnaeus, 1758)

## Registre fossile
Ce genre existe au moins depuis le milieu de l'éocène (Bartonien), c'est-à-dire il y a plus de 37 millions d'années.